# Europäisches Turnier der Junioren 1964

Logo CEB (ausrichtender Verband)

Die Zweikampf-Europameisterschaft der Junioren 1964, noch unter dem Namen „Europäisches Turnier der Junioren“, war das sechste Turnier in dieser Disziplin des Karambolagebillards und fand vom 26. bis zum 29. November 1964 in Krefeld statt. Das Turnier zählte zur Saison 1964/65.

## Geschichte
Um die Jugend zu fördern wurde vom neu gegründeten Europäischen Billard-Verband CEB das Jugendturnier, das 1957 von der UIFAB eingeführt wurde, weiter ausgerichtet. Es wurde ein Zweikampf mit den Disziplinen Freie Partie und Cadre 47/2 gespielt. Das Turnier hatte aber noch keinen Europameisterschaftsstatus. Zugelassen waren Teilnehmer unter 23 Jahren die an noch keinem internationalen Turnier teilgenommen hatten.

## Modus
Gespielt wurde das ganze Turnier im Round Robin Modus.
1. PP = Partiepunkte
2. MP = Matchpunkte
3. VGD = Verhältnismäßiger Generaldurchschnitt
4. BVED = Bester Einzel Verhältnismäßiger Durchschnitt

Bei der Berechnung des VGD wurden die erzielten Punkte in folgender Weise berechnet:
Freie Partie: Distanz 250 Punkte (erzielte Punkte mal 1)
Cadre 47/2: Distanz 150 Punkte (erzielte Punkte mal 2)
Alle Aufnahmen wurden mal 1 gewertet.
In der Endtabelle wurden die erzielten Partiepunkte vor den Matchpunkten und dem VGD gewertet.

## Abschlusstabelle
| MP    | Match Points (Sieger = 2; Unentschieden = 1; Verlierer = 0) |
| Pkte. | Erzielte Karambolagen                                       |
| Aufn. | Benötigte Versuche                                          |
| GD    | Generaldurchschnitt                                         |
| BED   | Bester Einzeldurchschnitt eines Spielers                    |
| HS    | Höchstserie                                                 |
|       | Bester GD des Turniers                                      |
|       | Bester ED des Turniers                                      |
|       | Beste HS des Turniers                                       |
|       | 1. Platz (Gold)                                             |
|       | 2. Platz (Silber)                                           |
|       | 3. Platz (Bronze)                                           |

| Endklassement | Endklassement      | Endklassement | Endklassement | Endklassement | Endklassement | Endklassement | Endklassement |
| Platz         | Name               | PP            | MP            | Pkte.         | Aufn.         | VGD           | BVED          |
| ------------- | ------------------ | ------------- | ------------- | ------------- | ------------- | ------------- | ------------- |
| 1             | Dieter Wirtz       | 28:0          | 14:0          | 3850          | 132           | 29,16         | 39,28         |
| 2             | Franz Stenzel      | 20:8          | 10:4          | 3134          | 209           | 14,99         | 22,22         |
| 3             | Florent de Jonghe  | 18:10         | 9:5           | 3543          | 190           | 18,64         | 26,19         |
| 4             | Victor Beckers     | 16:12         | 8:6           | 3140          | 183           | 17,15         | 24,25         |
| 5             | Cees Lucas         | 13:15         | 7:7           | 2941          | 201           | 14,63         | 26,19         |
| 6             | Alain Feuillatre   | 8:20          | 4:10          | 2798          | 253           | 11,05         | 17,18         |
| 7             | Jean-Pierre Labeye | 6:22          | 3:11          | 2742          | 234           | 11,71         | 17,74         |
| 8             | Richard Fuchs      | 3:25          | 1:13          | 2274          | 174           | 13,06         | 25,25         |

## Disziplintabellen
| Platz                      | Name               | MP   | Pkte. | Aufn. | GD    | BED    | HS  | VGD   |
| -------------------------- | ------------------ | ---- | ----- | ----- | ----- | ------ | --- | ----- |
| 1                          | Dieter Wirtz       | 14:0 | 1750  | 57    | 30,70 | 250,00 | 422 | 30,70 |
| 2                          | Florent de Jonghe  | 10:4 | 1685  | 93    | 18,11 | 41,66  | 188 | 18,11 |
| 3                          | Franz Stenzel      | 10:4 | 1418  | 110   | 12,89 | 62,50  | 164 | 12,89 |
| 4                          | Cees Lucas         | 8:6  | 1325  | 84    | 15,77 | 62,50  | 205 | 15,77 |
| 5                          | Victor Beckers     | 6:8  | 1138  | 95    | 11,97 | 11,90  | 83  | 11,97 |
| 6                          | Alain Feuillatre   | 4:10 | 994   | 124   | 8,01  | 13,88  | 70  | 8,01  |
| 7                          | Richard Fuchs      | 2:12 | 984   | 76    | 12,94 | 41,66  | 204 | 12,94 |
| 8                          | Jean-Pierre Labeye | 2:12 | 1112  | 113   | 9,84  | 22,72  | 97  | 9,84  |
| Turnierdurchschnitt: 13,83 |                    |      |       |       |       |        |     |       |

| Platz                     | Name               | MP   | Pkte. | Aufn. | GD    | BED   | HS  | VGD   |
| ------------------------- | ------------------ | ---- | ----- | ----- | ----- | ----- | --- | ----- |
| 1                         | Dieter Wirtz       | 14:0 | 1050  | 75    | 14,00 | 21,42 | 72  | 28,00 |
| 2                         | Victor Beckers     | 10:4 | 1001  | 88    | 11,37 | 25,00 | 120 | 22,75 |
| 3                         | Franz Stenzel      | 10:4 | 858   | 99    | 8,66  | 16,66 | 71  | 17,33 |
| 4                         | Florent de Jonghe  | 8:6  | 929   | 97    | 9,57  | 10,00 | 51  | 19,15 |
| 5                         | Cees Lucas         | 5:9  | 808   | 117   | 6,90  | 8,82  | 59  | 13,81 |
| 6                         | Alain Feuillatre   | 4:10 | 902   | 129   | 6,99  | 10,71 | 55  | 13,98 |
| 7                         | Jean-Pierre Labeye | 4:10 | 815   | 121   | 6,73  | 9,37  | 61  | 13,47 |
| 8                         | Richard Fuchs      | 1:13 | 645   | 98    | 6,58  | 8,82  | 45  | 13,16 |
| Turnierdurchschnitt: 8,50 |                    |      |       |       |       |       |     |       |